# Thomas Kuhn

## Giới thiệu
Thomas Samuel Kuhn (18/5/1922 – 17/6/1996) là một nhà vật lý học, nhà triết học khoa học người Mỹ. Ông là tác giả của công trình trứ danh được xuất bản vào năm 1962, Cấu trúc của các cuộc cách mạng khoa học, ảnh hưởng lên cả các nhóm trí thức hàn lâm lẫn nhóm trí thức phổ thông bình dân. Qua công trình này ông đã giới thiệu thuật ngữ "thay đổi hệ hình" (paradigm shift), một thuật ngữ nổi tiếng gắn liền với tên tuổi của ông.

## Sự nghiệp
Kuhn (1922-1996) được từ điển triết học của Đại học Stanford đánh giá là "một trong số các triết gia khoa học nhiều ảnh hưởng nhất trong thế kỷ 20. Tác phẩm Cấu trúc của các cuộc Cách mạng khoa học là một trong số các đầu sách được trích dẫn nhiều nhất trong mọi thời đại." Nghiên cứu lịch sử phát triển của các ngành khoa học mà theo cách hiểu của ông chủ yếu là khoa học tự nhiên, Kuhn đưa ra các quy luật mà ngay chính ông cũng không ngờ là đã tác động mạnh và thậm chí làm thay đổi toàn bộ ngành khoa học xã hội trong nửa sau của thế kỷ 20.
Được xuất bản lần đầu tiên vào năm 1962, công trình của Kuhn là kết quả của 15 năm nghiên cứu, bắt đầu từ vị trí một sinh viên tốt nghiệp ngành vật lý lý thuyết, sang nghiên cứu lịch sử khoa học để phục vụ giảng dạy, và rồi đi theo tiếng gọi của triết học khoa học. Với kiến thức cơ bản từ ngành khoa học tự nhiên mà phải làm việc trong môi trường của các nhà khoa học xã hội, Kuhn đã chú ý đặc biệt đến phạm trù paradigm tức là khái niệm do chính ông đặt ra để mô tả kết cấu của một ngành khoa học, thay đổi theo thời gian. Tại Việt Nam khái niệm này được bộ giáo dục và đào tạo thể hiện qua hệ thống (nội dung của) mã ngành, tức là các định chuẩn được công nhận cho mỗi ngành khoa học. Nguyên nghĩa Hy Lạp của paradigm là paradeigma, xuất phát từ động từ para-deiknumi tức là chỉ ra cái nằm bên trên, dùng trong tác phẩm Timaeus của Platon. Trước Kuhn, ngôn ngữ học gọi paradigm là hệ thống chia động từ, còn Ferdinand de Saussure thì dùng để mô tả nhóm các phần tử tương tự. Từ điển mạng Merriam-Webster định nghĩa đây là khung (framework) lý thuyết hoặc triết học, còn Bách khoa toàn thư Britannica thì diễn nghĩa đó là nhân sinh quan trong hệ thống khái niệm (conceptual world view). Wikipedia tiếng Việt dùng chữ mẫu hình. (Khái niệm này được Bùi Văn Nam Sơn dùng trong tiếng Việt là "hệ hình", được dịch là "mẫu hình" hay "mẫu hình khoa học" như trong bài giới thiệu của Nhà xuất bản Tri Thức, Ngoài ra còn có các từ tương đương như là "mẫu chuẩn", "khuôn mẫu", "mẫu thức", "chuẩn thức" v.v. như dịch giả giới thiệu trong phần ghi chú, hay "phạm thức" như trong bài giới thiệu của Nhị Linh, và "khung mẫu" như trong bài giới thiệu của Nguyễn Quang A, nhưng được gợi ý nên để nguyên từ gốc)
Khi xuất hiện các phản ví dụ, tức là những trường hợp ngoại lệ đánh đổ giá trị của lý thuyết, mà Kuhn gọi là anomalies, thì ngành học đi vào trạng thái khủng hoảng – crisis, kéo theo sự thay thế của một hệ thống paradigm khác tạo ra cuộc cách mạng. Toàn bộ tư duy được xây dựng từ những ngạc nhiên của ông khi còn là một nhà vật lý lý thuyết, tìm đọc tác phẩm về vật lý của Aristoteles với nhân sinh quan được trang bị từ vật lý học Newton, và phát hiện thấy hoặc là tiền nhân không biết gì về vật lý, hoặc ngược lại, bản thân mình không hiểu những gì Arystotle trình bày. Tính cách mạng được Kuhn phân tích kỹ trong tác phẩm về con đường khoa học của Nicolaus Copernicus. Và cứ như thế, chính bản thân Kuhn cũng tạo ra khủng hoảng mang tính cách mạng cho các ngành khoa học xã hội và nhân văn, để hôm nay các lý thuyết gia trong ngành này không thể nào không đọc và không nhắc tới Thomas Samuel Kuhn trong công trình của mình. Khái niệm paradigm trở thành thuật ngữ quen thuộc được nhiều ngành học nhắc tới. Lý thuyết của ông cũng có thể coi là cầu nối cho hai hệ thống ngành học vốn được coi là hoàn toàn khác nhau. Thậm chí trước đó Kuhn còn không coi các ngành xã hội và nhân văn là khoa học. Sau Kuhn, các nhà khoa học xã hội phải hướng tới các chuẩn mực mới để xây dựng ngành của mình thành một bộ môn khoa học. Qua tác phẩm của Kuhn, chuyên gia từ các ngành tự nhiên cũng dễ dàng tìm thấy con đường để cân chỉnh và bước chân vào các ngành xã hội và nhân văn một cách chuyên nghiệp.